# Adampur
Adampur è una città dell'India di 16.620 abitanti, situata nel distretto di Jalandhar, nello stato federato del Punjab. In base al numero di abitanti la città rientra nella classe IV (da 10.000 a 19.999 persone).

## Geografia fisica
La città è situata a 31° 25' 58 N e 75° 43' 3 E e ha un'altitudine di 232 m s.l.m..

## Società

### Evoluzione demografica
Al censimento del 2001 la popolazione di Adampur assommava a 16.620 persone, delle quali 8.652 maschi e 7.968 femmine. I bambini di età inferiore o uguale ai sei anni assommavano a 2.007, dei quali 1.119 maschi e 888 femmine. Infine, coloro che erano in grado di saper almeno leggere e scrivere erano 12.647, dei quali 6.815 maschi e 5.832 femmine.